# ليبرتي (كارولاينا الشمالية)
ليبرتي (بالإنجليزية: Liberty, North Carolina)‏ هي معلم جغرافي تقع في الولايات المتحدة في مقاطعة راندولف. يقدر عدد سكانها بـ 2,656 نسمة ومساحتها 6.8 كم2 وترتفع عن سطح البحر 241 متر.

## التركيبة السكانية
حدّد مكتب تعداد الولايات المتحدة بيانات التركيبة السكانية لليبرتي في تعداد الولايات المتحدة. في ما يلي، التركيبة السكانية حسب تعدادي 2000 و2010.

### تعداد عام 2000
بلغ عدد سكان ليبرتي 2,661 نسمة بحسب تعداد عام 2000، وبلغ عدد الأسر 1,033 أسرة وعدد العائلات 709 عائلة مقيمة في البلدة. في حين سجلت الكثافة السكانية 326.5 نسمة لكل كيلومتر مربع (845.6/ميل2). وبلغ عدد الوحدات السكنية 1,094 وحدة بمتوسط كثافة قدره 134.2 لكل كيلومتر مربع (347.6/ميل2).
وتوزع التركيب العرقي للبلدة بنسبة 65.69% من البيض و23.64% من الأمريكيين الأفارقة و0.71% من الأمريكيين الأصليين و0.08% من الأمريكيين ذوي الأصول الآسيوية و8.08% من الأعراق الأخرى و1.80% من عرقين مختلطين أو أكثر و14.21% من الهسبانيون أو اللاتينيون من أي عرق.
بلغ عدد الأسر 1,033 أسرة كانت نسبة 36.4% منها لديها أطفال تحت سن الثامنة عشر تعيش معهم، وبلغت نسبة الأزواج القاطنين مع بعضهم البعض 49.3% من أصل المجموع الكلي للأسر، ونسبة 14.7% من الأسر كان لديها معيلات من الإناث دون وجود شريك،  بينما كانت نسبة 4.6% من الأسر لديها معيلون من الذكور دون وجود شريكة وكانت نسبة 31.4% من غير العائلات. تألفت نسبة 27.3% من أصل جميع الأسر من عدة أفراد يعيشون في نفس المنزل ونسبة 14.3% كانت تتألف من شخص يعيش بمفرده يبلغ من العمر 65 عاماً أو أكثر. وبلغ متوسط حجم الأسرة المعيشية 2.56، أما متوسط حجم العائلات فبلغ 3.09.
بلغ العمر الوسطي للسكان 34.7 عاماً. وكانت نسبة 26.1% من القاطنين تحت سن الثامنة عشر، وكانت نسبة 8.9% بين الثامنة عشر والرابعة والعشرين عاماً، ونسبة 29.5% كانت واقعةً في الفئة العمرية ما بين الخامسة والعشرين والرابعة والأربعين عاماً، ونسبة 21.4% كانت ما بين الخامسة والأربعين والرابعة والستين، ونسبة 13.4% كانت ضمن فئة الخامسة والستين عاماً فما فوق. يوجد لكل 100 أنثى 92.3 ذكر، ويوجد لكل 100 أنثى في الثامنة عشر من عمرها فما فوق 89.9 ذكر.
بلغ متوسط دخل الأسرة في البلدة 35,052 دولارًا، أما متوسط دخل العائلة فبلغ 44,179 دولارًا. وكان متوسط دخل الذكور 27,944 دولارًا مقابل 21,462 دولارًا للإناث. وسجل دخل الفرد الخاص بالبلدة 16,345 دولارًا. وكانت نسبة 9.9% من العائلات ونسبة 12.2% من السكان تحت خط الفقر، وكان من هؤلاء نسبة 13.1% تحت سن الثامنة عشر ونسبة 16.1% في الخامسة والستين من العمر وما فوق.

### تعداد عام 2010
بلغ عدد سكان ليبرتي 2,656 نسمة بحسب تعداد عام 2010، وبلغ عدد الأسر 1,091 أسرة وعدد العائلات 698 عائلة مقيمة في البلدة. في حين سجلت الكثافة السكانية 325.9 نسمة لكل كيلومتر مربع (844.1/ميل2). وبلغ عدد الوحدات السكنية 1,237 وحدة بمتوسط كثافة قدره 151.8 لكل كيلومتر مربع (393.2/ميل2).
وتوزع التركيب العرقي للبلدة بنسبة 67.36% من البيض و20.37% من الأمريكيين الأفارقة و1.05% من الأمريكيين الأصليين و0.23% من الأمريكيين ذوي الأصول الآسيوية و7.30% من الأعراق الأخرى و3.69% من عرقين مختلطين أو أكثر و14.42% من الهسبانيون أو اللاتينيون من أي عرق.
بلغ عدد الأسر 1,091 أسرة كانت نسبة 31.8% منها لديها أطفال تحت سن الثامنة عشر تعيش معهم، وبلغت نسبة الأزواج القاطنين مع بعضهم البعض 42.2% من أصل المجموع الكلي للأسر، ونسبة 16.7% من الأسر كان لديها معيلات من الإناث دون وجود شريك،  بينما كانت نسبة 5.1% من الأسر لديها معيلون من الذكور دون وجود شريكة وكانت نسبة 36% من غير العائلات. تألفت نسبة 32.9% من أصل جميع الأسر من عدة أفراد يعيشون في نفس المنزل ونسبة 18.1% كانت تتألف من شخص يعيش بمفرده يبلغ من العمر 65 عاماً أو أكثر. وبلغ متوسط حجم الأسرة المعيشية 2.42، أما متوسط حجم العائلات فبلغ 3.09.
بلغ العمر الوسطي للسكان 39.5 عاماً. وكانت نسبة 25.5% من القاطنين تحت سن الثامنة عشر، وكانت نسبة 7.5% بين الثامنة عشر والرابعة والعشرين عاماً، ونسبة 23.3% كانت واقعةً في الفئة العمرية ما بين الخامسة والعشرين والرابعة والأربعين عاماً، ونسبة 26.2% كانت ما بين الخامسة والأربعين والرابعة والستين، ونسبة 17.6% كانت ضمن فئة الخامسة والستين عاماً فما فوق. وتوزع التركيب الجنسي للسكان بنسبة 47.9% ذكور و52.1% إناث.